# Patrīcija Jansone
Patrīcija Jansone (* 21. Dezember 2005) ist eine lettische Leichtathletin, die sich auf den Hochsprung spezialisiert hat.

## Sportliche Laufbahn
Erste internationale Erfahrungen sammelte Patrīcija Jansone im Jahr 2023, als sie bei der 2. Liga der Team-Europameisterschaft im Rahmen der Europaspiele in Chorzów mit übersprungenen 1,79 m auf den dritten Platz im B-Finale gelangte. Anschließend schied sie bei den U20-Europameisterschaften in Jerusalem mit 1,72 m in der Qualifikationsrunde aus. Im Jahr darauf verpasste sie bei den U20-Weltmeisterschaften in Lima mit 1,80 m den Finaleinzug und 2025 schied sie bei den Halleneuropameisterschaften in Apeldoorn mit 1,80 m ebenfalls in der Vorrunde aus. Im Juli gelangte sie bei den U23-Europameisterschaften in Bergen mit 1,80 m auf den zwölften Platz und kurz darauf belegte sie bei den World University Games in Bochum mit 1,81 m den siebten Platz.
2024 wurde Jansone lettische Meisterin im Hochsprung im Freien sowie 2023 und 2025 in der Halle.